# Temperatura
|  | Per a altres significats, vegeu «Temperatura (desambiguació)». |

Simulació de la vibració tèrmica d'un segment d'una proteïna, l'amplitud de la vibració s'incrementa amb la temperatura.

La temperatura és una magnitud física variable de la matèria que expressa quantitativament les nocions comunes de calor i fred. Els objectes de baixa temperatura són freds, mentre que els nivells de temperatures més altes es coneixen amb els noms de tebi o calent. La temperatura es mesura quantitativament amb termòmetres, que poden ser calibrats respecte a diferents escales de temperatura.
A gairebé tot el món es fa servir l'escala Celsius (°C) per a la mesurar la temperatura. Aquesta escala té el mateix escalat incremental que l'escala Kelvin, usada pels científics, però fixa el seu punt nul en els 273,15 kèlvins, 0 °C = 273,15 K, el punt de congelació de l'aigua. Tanmateix, hi ha alguns pocs països, sobretot els Estats Units, on encara s'utilitza l'escala Fahrenheit a la vida diària, una escala històrica a la qual l'aigua es congela a 32 °F i bull a 212 °F.
A efectes pràctics de la mesura de la temperatura dins dels camps de la ciència, el Sistema Internacional d'Unitats (SI) defineix una escala i una unitat per a la temperatura termodinàmica basant-se en un segon punt de referència fàcilment reproduïble com és la temperatura del punt triple de l'aigua. Per raons històriques, el punt triple de l'aigua ha estat fixat en 273,16 unitats de l'interval de mesura, que ha estat anomenat kelvin (en minúscula) en honor del físic escocès William Thomson (Lord Kelvin) que va definir per primera vegada l'escala. El símbol del kelvin és K (en majúscula).
La temperatura és una de les principals propietats estudiades en el camp de la termodinàmica, en aquest camp són particularment importants les diferències de temperatura entre diferents regions de la matèria, ja que aquestes diferències són la força motriu de la calor, que és la transferència de l'energia tèrmica. Espontàniament, la calor flueix només de les regions de major temperatura a les regions de menor temperatura. De manera que si no es transfereix calor entre dos objectes és perquè ambdós objectes tenen la mateixa temperatura.
Segons l'enfocament de la termodinàmica clàssica, la temperatura d'un objecte varia proporcionalment a la velocitat de les partícules que conté, no depèn del nombre de partícules (de la massa) sinó de la seva velocitat mitjana: a major temperatura major velocitat mitjana. Per tant, la temperatura està lligada directament a l'energia cinètica mitjana de les partícules que es mouen en relació al centre de massa de l'objecte. La temperatura és una variable intensiva, ja que és independent de la quantitat de les partícules contingudes a l'interior d'un objecte, ja siguin àtoms, molècules o electrons, és una propietat que és inherent al sistema i no depèn ni de la quantitat de substància ni del tipus de material. Per tal que hom pugui determinar la temperatura d'un sistema, aquest ha d'estar en equilibri termodinàmic. Es pot considerar que la temperatura varia amb la posició només si per a cada punt hi ha una petita zona al seu voltant que es pot tractar com un sistema termodinàmic en equilibri. A la termodinàmica estadística, en comptes de partícules es parla de graus de llibertat.
En un enfocament més fonamental, la definició empírica de la temperatura es deriva de les condicions de l'equilibri tèrmic, que són expressades al principi zero de la termodinàmica. Quan dos sistemes són en equilibri tèrmic tenen la mateixa temperatura. L'extensió d'aquest principi com una relació d'equivalència entre diversos sistemes justifica la utilització del termòmetre i dona els principis per construir instruments de mesura. Tot i que el principi zero de la termodinàmica permetria la definició empírica de moltes escales de temperatura, el segon principi de la termodinàmica selecciona una única definició com a la preferida, la temperatura absoluta, coneguda com a temperatura termodinàmica. Aquesta funció correspon a la variació de l'energia interna pel que fa als canvis a l'entropia d'un sistema. El seu origen natural, intrínsec o punt nul és el zero absolut, punt on l'entropia de qualsevol sistema és mínima. Encara que aquesta és la temperatura mínima absoluta descrita pel model, el tercer principi de la termodinàmica postula que el zero absolut no pot ser assolit per cap sistema físic.

## Nocions generals
Macroscòpicament, la temperatura està relacionada amb l'energia tèrmica continguda per la matèria. Una manera immediata de detectar això és tocar un material i aleshores decidir si és calent o fred. No obstant això, un termòmetre mesura la temperatura de manera quantitativa i precisa, i indica un valor numèric.
A nivell molecular, la temperatura és el resultat del moviment de les partícules que constitueixen la matèria. El moviment de les partícules comporta que tinguin una certa quantitat d'energia cinètica. La temperatura s'incrementa a mesura que augmenta el moviment de les partícules i, en conseqüència, se'n incrementa l'energia cinètica. L'energia cinètica pot estar relacionada amb un moviment de translació de les partícules, a la vibració molecular o al canvi de nivell d'energia d'un electró excitat. Encara que per tal de detectar els moviments de translació tèrmica cal un equip de laboratori molt especialitzat, les col·lisions tèrmiques entre els àtoms o les molècules amb petites partícules suspeses en un fluid produeixen l'anomenat moviment brownià, que pot ser observat amb un microscopi ordinari.
Els moviments tèrmics dels àtoms són molt ràpids i calen temperatures properes al zero absolut per tal de poder ser observats directament. Per exemple, quan el 1994 els científics de l'Institut Nacional d'Estàndards i Tecnologia (NIST) van assolir la temperatura rècord de 700 nK (1 nK = 10−9 K), van utilitzar un làser per a crear una xarxa òptica i refredar adiabàticament àtoms de cesi. Després d'apagar el làser van mesurar directament les velocitats dels àtoms, de 7 mm per segon, per tal de calcular-ne la temperatura.
Les molècules, com ara les de l'oxigen (O₂), tenen més graus de llibertat que els àtoms esfèrics: les molècules són sotmeses a moviments de rotació, de vibració i a translacions. L'escalfament resultant provoca un augment en la temperatura a causa de l'increment de l'energia cinètica mitjana de les molècules. L'escalfament també farà que, seguint el teorema d'equipartició, s'incrementi l'energia associada a la vibració i a la rotació. Per això, un gas diatòmic requerirà una aportació d'energia més gran que un de monoatòmic per tal d'augmentar la seva temperatura en una certa quantitat; és a dir, les molècules diatòmiques tenen una capacitat calorífica més gran que els àtoms d'un gas monoatòmic.
El procés de refredament consisteix a extreure energia tèrmica d'un sistema. Quan no hi hagi més energia que es pugui eliminar, el sistema haurà assolit el zero absolut, una temperatura que no es pot aconseguir de manera experimental. El zero absolut és el punt zero de l'escala de temperatura termodinàmica, també anomenada temperatura absoluta. Si fos possible de refredar un sistema fins al zero absolut, cessaria tot el moviment de les partícules que componen la matèria i estaria en repòs absolut en el sentit clàssic del terme. Tanmateix, a nivell microscòpic, segons la descripció de la mecànica quàntica, la matèria encara té una certa quantitat d'energia, l'energia del punt zero, fins i tot assolint el zero absolut, a causa del principi d'incertesa. El zero absolut es defineix com una temperatura exacta de 0 kelvin, que és igual a −273,15 °C.

### Ús a la ciència
La temperatura té un paper important en tots els camps de ciències naturals, com per exemple en la física, la geologia, la química, la meteorologia, la climatologia o la biologia.
Moltes propietats físiques de materials com les fases (sòlida, líquids, gasosa o plasma), la densitat, la solubilitat, la pressió de vapor o la resistivitat elèctrica depenen de la temperatura. La temperatura també té un paper important en la determinació del grau i l'abast de les reaccions químiques. Aquesta és una de les raons que expliquen que el cos humà tingui diversos mecanismes complicats per mantenir la temperatura a 310 K, atès que temperatures més altes, de pocs graus, poden causar reaccions amb conseqüències perjudicials greus. La temperatura també controla la radiació tèrmica emesa per una superfície. Un ús d'aquest efecte és la bombeta incandescent, en la qual un filament de tungstè és escalfat elèctricament (a causa de la resistència que oposa el filament al pas del corrent elèctric) a una temperatura a la qual s'emeten quantitats significatives de llum visible.
Per a l'estudi i l'anàlisi dels sistemes del món real, aquests acostumen a ser dividits temporalment i espacial en cel·les de mida petita, en les quals les condicions d'equilibri termodinàmic clàssic de la matèria es compleixen amb una bona aproximació (equilibri termodinàmic local).

## Mesura de la temperatura
La mesura de la temperatura amb termòmetres científics moderns i escales de temperatura es remunta a principi del segle xviii quan Daniel Gabriel Fahrenheit va adaptar un termòmetre de mercuri i una escala desenvolupats per Ole Christensen Rømer. L'escala Fahrenheit encara és utilitzada als Estats Units per a aplicacions no científiques.
La temperatura es mesura amb termòmetres que poden ser calibrats amb una gran varietat d'escales de temperatura. A la major part del món (només amb les excepcions de Belize, Birmània, Libèria i els Estats Units) s'utilitza l'escala Celsius, tant a la vida diària com a l'activitat científica.
La majoria de les mesures científiques de la temperatura es fan amb l'escala de Celsius i la temperatura termodinàmica amb l'escala Kelvin, que és l'escala Celsius desplaçada de manera que el seu punt nul és a 0 K (-273,15 °C) o zero absolut. Als Estats Units moltes àrees de l'enginyeria, de manera remarcable en el camp de l'alta tecnologia i les especificacions federals, civils i militars, també utilitzen l'escala Kelvin i els graus Celsius. En canvi, en alguns casos també s'utilitza l'escala de Rankine, que és una escala desplaçada −459,67 graus respecte del zero de l'escala Fahrenheit, quan es treballa en les disciplines relacionades amb la termodinàmica com la combustió.

### Unitats
La unitat de mesura de la temperatura al Sistema Internacional d'Unitats (SI) és el kelvin i el seu símbol és K.
A les aplicacions de la vida diària és adequat d'utilitzar l'escala Celsius, a la qual els 0 °C corresponen molt aproximadament al punt de congelació de l'aigua i els 100 °C al seu punt d'ebullició a nivells del mar. Atès que les gotetes líquides que formen els núvols poden existir a temperatures per sota de 0 °C, el punt zero és definit millor com el punt de fusió del gel. En aquesta escala, una diferència de temperatura d'un grau Celsius és el mateix que un increment d'un kelvin, però el punt zero de l'escala està desplaçat a la temperatura a la qual el gel es fon (273,15 K).
Per acord internacional de la Conferència General de Pesos i Mesures les escales Kelvin i Celsius es defineixen a partir de dos punts fixos: el zero absolut i el punt triple d'un preparat isotòpic d'aigua conegut com a Vienna Standard Mean Ocean Water (VSMOW), especialment preparat amb una combinació específica d'isòtops d'hidrogen i d'oxigen. El zero absolut es defineix exactament com 0 K i -273,15 °C, la temperatura a la qual segons el model clàssic cessa tot moviment de translació de les partícules que componen la matèria i resten en repòs absolut.
Però a la mecànica quàntica, el moviment roman present al punt zero i té una energia associada, l'energia del punt zero. La matèria és en el seu estat fonamental, i no conté energia tèrmica. El punt triple de l'aigua es defineix com 273,16 K i 0,01 °C. Aquesta definició serveix per als següents propòsits: fixar la magnitud del kelvin com exactament una part en 273,16 parts de la diferència entre el zero absolut i el punt triple de l'aigua; establir que un kelvin té exactament la mateixa magnitud que un grau a l'escala Celsius; i establir la diferència entre els punts nuls d'aquestes dues escales com 273,15 K (0 K = -273,15 °C i 273,16 K = 0,01 °C).
Històricament han existit moltes altres escales, com per exemple l'escala Newton (1700), l'escala Delisle (1732), l'escala Rømer (1701) o l'escala Réaumur (1730).

### Conversió
La taula següent mostra les fórmules de conversió de temperatura de l'escala Celsius a altres escales i d'aquestes vers l'escala Celsius.
|            | A graus Celsius              | De graus Celsius a           |
| ---------- | ---------------------------- | ---------------------------- |
| kelvin     | [°C] = [K] − 273,15          | [K] = [°C] + 273,15          |
| Fahrenheit | [°C] = ([°F] − 32) × ⁵⁄9     | [°F] = [°C] × ⁹⁄₅ + 32       |
| Rankine    | [°C] = ([°R] − 491,67) × ⁵⁄9 | [°R] = ([°C] + 273,15) × ⁹⁄₅ |
| Newton     | [°C] = [°N] × 100⁄33         | [°N] = [°C] × 33⁄100         |
| Réaumur    | [°C] = [°Ré] × ⁵⁄₄           | [°Ré] = [°C] × 4⁄₅           |
| Rømer      | [°C] = ([°Rø] − 7,5) × 40⁄21 | [°Rø] = [°C] × 21⁄40 + 7,5   |
| Delisle    | [°C] = 100 − [°De] × ²⁄₃     | [°De] = (100 − [°C]) × 3⁄₂   |

### Mesura de la temperatura del plasma
En el camp d'estudi de la física del plasma on es treballa amb fenòmens de naturalesa electromagnètica que impliquen temperatures molt altes, s'acostuma a expressar la temperatura en electró volts (eV) o quiloelectró volts (keV), 1 eV = 11.605 K. A l'estudi de la matèria estranya o matèria de quarks és habitual trobar temperatures de l'ordre d'uns pocs centenars de MeV, el que equival a uns 1012 K

## Fonaments teòrics
Històricament hi ha diversos enfocaments científics per a l'explicació de la temperatura: la descripció de la termodinàmica clàssica basada en variables empíriques que es poden mesurar a un laboratori, la teoria cinètica molecular dels gasos, que es refereix la descripció macroscòpica de la distribució de probabilitat de l'energia associada al moviment de les partícules del gas, i una explicació microscòpica sobre la base de la física estadística i la teoria quàntica. A més, els tractaments rigorosos i purament matemàtics han donat una aproximació axiomàtica a la termodinàmica clàssica i a la temperatura. La mecànica estadística proporciona una comprensió més profunda amb la descripció del comportament de la matèria a nivell atòmic, i deriva les propietats macroscòpiques de les mitjanes estadístiques dels estats microscòpics, incloent-hi tant els estats clàssics com els quàntics. En la descripció física fonamental, utilitzant unitats naturals, la temperatura pot mesurar-se directament amb unitats d'energia. No obstant això, en els sistemes de mesura pràctics per a la ciència, la tecnologia i el comerç, com en el cas del modern Sistema Internacional d'Unitats, les descripcions macroscòpica i microscòpica es troben relacionades entre si per la constant de Boltzmann, un factor de proporcionalitat que escala la temperatura a nivell microscòpic de l'energia cinètica mitjana.
La descripció microscòpica a la mecànica estadística es basa en un model que descompon un sistema en les seves partícules fonamentals de matèria o en un conjunt d'oscil·ladors de la mecànica clàssica o de la mecànica quàntica i considera el sistema com una col·lectivitat estadística de microestats. Com un conjunt de partícules clàssiques de matèria la temperatura és una mesura de l'energia mitjana del moviment de les partícules, anomenada energia cinètica, ja sigui en sòlids, líquids, gasos o plasmes. L'energia cinètica, un concepte de la mecànica clàssica, és igual a la meitat del producte de la massa i el quadrat de la velocitat d'una partícula ({\displaystyle E_{c}={\begin{matrix}{\frac {1}{2}}\end{matrix}}mv^{2}}). En aquesta interpretació mecànica de l'agitació tèrmica, l'energia cinètica de les partícules pot residir la velocitat del seu moviment de translació o de vibració o en la inèrcia de la seva rotació. Als gasos ideals monoatòmics i de manera aproximada a la majoria dels gasos, la temperatura és una mesura de l'energia cinètica mitjana de les partícules. També determina la funció de distribució de probabilitat de l'energia. A la matèria condensada, i en particular en els sòlids, aquesta descripció purament mecànica sol ser menys útil i el model de l'oscil·lador dona una millor descripció per explicar els fenòmens de la mecànica quàntica. La temperatura determina l'ocupació estadística dels microestats de les col·lectivitats. La definició microscòpica de la temperatura només té sentit en el límit termodinàmic, és a dir, per a grans col·lectivitats d'estats o de partícules, per complir amb els requisits del model estadístic.
En el context de la termodinàmica l'energia cinètica també és coneguda com a energia tèrmica. L'energia tèrmica pot ser dividida en components independents atribuïts als graus de la llibertat de les partícules o a les maneres d'oscil·lació en un sistema termodinàmic. En general, el nombre d'aquests graus de llibertat que són disponibles per a l'equipartició de l'energia depèn de la temperatura, és a dir, de la regió d'energia de les interaccions que es considerin. En el cas dels sòlids, l'energia tèrmica s'associa principalment amb la vibració dels seus àtoms o molècules respecte de la posició d'equilibri. En un gas ideal monoatòmic, l'energia cinètica es troba lligada exclusivament als moviments de translació de les partícules. En altres sistemes, els moviments de vibració i de rotació també contribueixen.

## Efecte en la comoditat o la sensació tèrmica
El cos humà mesura la temperatura tot i que la seva temperatura es manté aproximadament constant (al voltant d'uns 37 °C). Per tant, no assoleix l'equilibri tèrmic amb l'ambient o amb els objectes que toca.

### Temperatura seca
Es diu temperatura seca de l'aire d'un entorn, o més senzillament, temperatura seca, a la de l'aire, prescindint de la radiació calorífica dels objectes que envolten aquest ambient concret i dels efectes de la humitat relativa i de la velocitat de l'aire.
Es pot obtenir amb el termòmetre de mercuri, el bulb, reflector i de color blanc brillant, del qual se suposa raonablement que no absorbeix la radiació. Aquesta és la temperatura coneguda per tothom. És la temperatura mesurem a l'hora de mirar-nos la febre, com l'ambient, etc. Més ben dit sempre que prenem valors per calcular l'ambient agafem la temperatura seca i la humitat, per tal de saber la calor que hi fa i la quantitat de vapor que hi ha.

### Temperatura radiant
La temperatura radiant té en compte la calor emesa per radiació dels elements de l'entorn. Es pren amb un termòmetre de bulb, que té el dipòsit de mercuri tancat en una esfera, per a assemblar-se el màxim possible a un cos negre, perquè absorbeixi la màxima radiació. Per a anul·lar el màxim possible l'efecte de la temperatura de l'aire, el bulb negre s'aïlla mitjançant un altre bulb en el qual s'ha fet el buit. Les mesures es poden prendre sota el sol o a l'ombra. En el primer cas tindrà en compte la radiació solar[text confús] i donarà una temperatura bastant més elevada. També serveix per donar una idea de la sensació tèrmica. La temperatura de bulb negre fa una funció semblant, donant la combinació de la temperatura radiant i l'ambiental.

## Curiositats
- La temperatura més alta registrada en el nostre planeta fou mesurada a Furnace Creek al Death Valley de Califòrnia, Estats Units. Allà, el 10 de juliol de 1913, el termòmetre va marcar una temperatura de 56,7 °C.[27]